# 가브리엘 메르카도
가브리엘 이반 메르카도(스페인어: Gabriel Iván Mercado, 1987년 3월 18일 ~ )는 아르헨티나의 축구 선수이다. 포지션은 라이트 백과 센터 백이 가능한 수비수이고, 현재 캄페오나투 브라질레이루 세리이 A의 SC 인테르나시오나우 소속이다.

## 경력
2007년 3월 2일의 뉴얼스 올드 보이스전에서 데뷔했고, 2016년 8월 4일 세비야 FC와 3년 계약했다.
2018년 6월 30일 프랑스와의 2018년 FIFA 월드컵 16강전에서 후반전 3분만에 2-1로 달아나는 역전골을 기록했지만, 다시 3-4로 재역전당해 16강전에서 탈락했다.